# Amstrad CPC
Amstrad CPC (w Niemczech produkowany jako Schneider CPC) – jeden z pierwszych komputerów domowych (CPC – ang. Colour Personal Computer), wyposażony w trzynastocalowy monitor kolorowy GTM640, choć dostępny był też z monitorem monochromatycznym GT65/66 – zielonym. Został opracowany przez brytyjskie przedsiębiorstwo Amstrad.
Amstrad CPC 464 wszedł na rynek w roku 1984, już po pojawieniu się takich komputerów domowych jak ZX Spectrum czy Commodore 64, a także pięć lat po pierwszych modelach Atari (→rodzina 8-bitowych Atari). Różnił się jednak od nich tym, że sprzedawany był jako komplet pod hasłem „po otwarciu pudełka nie potrzebujesz nic więcej”, gdy tymczasem jego konkurenci – Sinclair i Commodore – swoje produkty przeznaczali do podłączenia do telewizora jako monitora i magnetofonu kasetowego jako pamięci zewnętrznej. Cały komputer mieścił się w kompaktowej obudowie zintegrowanej z klawiaturą, nieco grubszej niż współczesne standardowe klawiatury do komputerów PC, i nieco tylko od nich dłuższej, aby pomieścić magnetofon lub stację dyskietek.

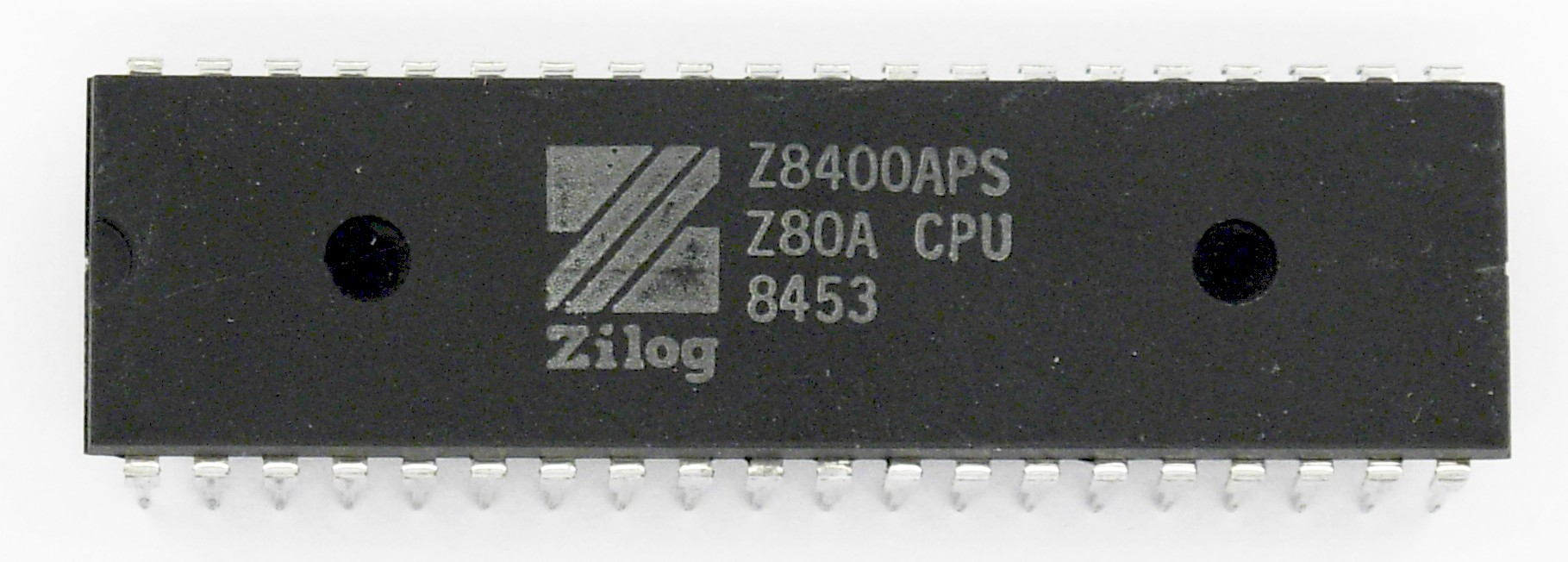
Procesor Zilog Z80A w 40-pinowej obudowie DIP taktowany zegarem o częstotliwości 4 MHz

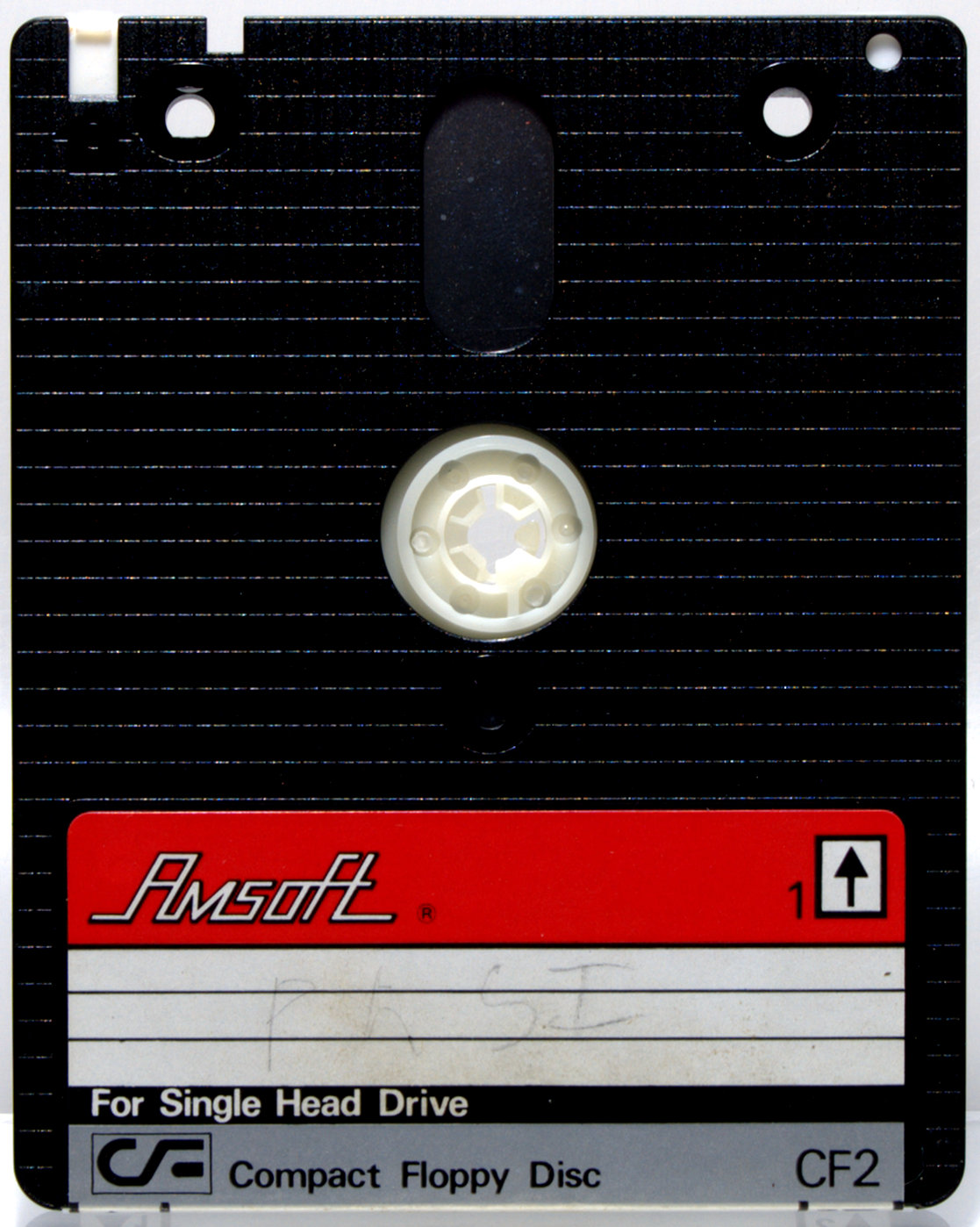
Dyskietka standardu 3 cali
(dla CPC 664 i CPC 6128)

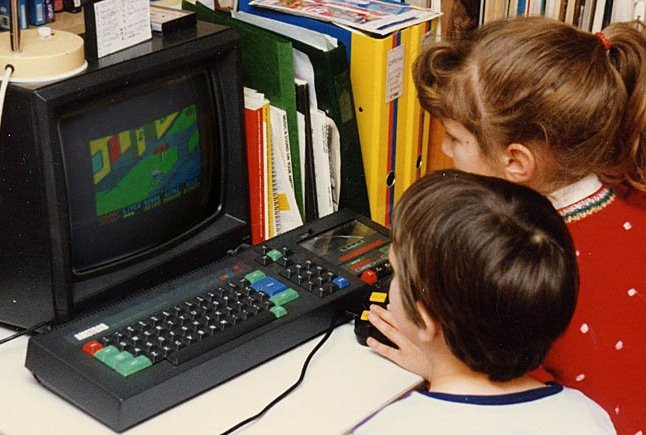
Amstrad CPC 464, 1984

Amstrad/Schneider CPC był produkowany w kilku wersjach, wszystkich opartych (tak jak ZX Spectrum) na 8-bitowym mikroprocesorze Zilog Z80 taktowanym zegarem 4 MHz:

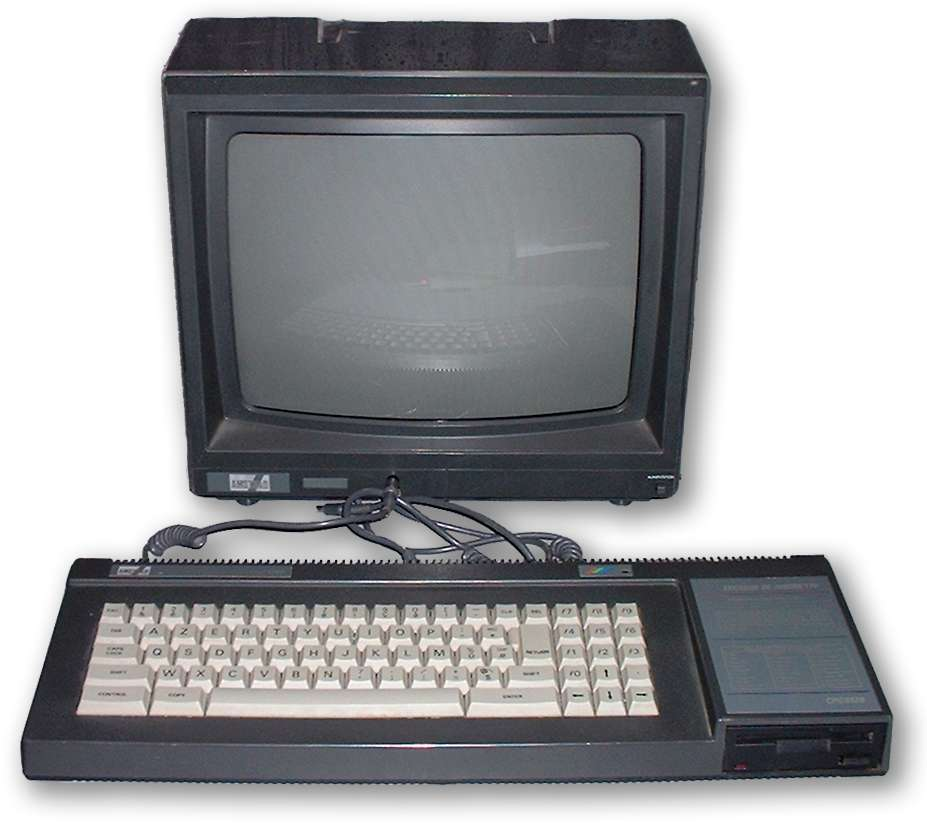
Amstrad CPC 6128 ze stacją dyskietek 3-calowych (z prawej strony klawiatury) i monitorem kolorowym

- wersja 464, wprowadzona w 1984, z pamięcią 64 kB i wbudowanym magnetofonem kasetowym jako pamięcią zewnętrzną;
- wersja 472 z pamięcią 72 kB i magnetofonem jak w 464 (krótka seria na rynek hiszpański)[2];
- wersja 664 z pamięcią 64 kB i wbudowaną stacją dyskietek 3" (standard specyficzny dla Amstrada/Schneidera, umożliwiał zapis 180 kB po każdej stronie dyskietki);
- wersja 6128 z pamięcią 128 kB, zmodernizowaną klawiaturą i stacją dyskietek 3", umożliwiała wgranie systemu operacyjnego CP/M i AMSDOS.

Wymieniana czasem wersja 5512 (z pamięcią 512 kB i osobną stacją dyskietek 5¼") w rzeczywistości nie była sprzedawana, była to rozsiewana we Francji plotka.
Wszystkie komputery CPC miały ten sam mechanizm stronicowania pamięci. Pamięć była podzielona na bloki o wielkości 16 KiB, przyłączaniem do danego bloku odpowiedniego banku pamięci RAM lub ROM sterował układ wewnętrzny komputera, a od CPC 6128 także urządzenie zewnętrzne. Przełączanie konfiguracji pamięci było możliwe bezpośrednio poprzez wysłanie danych do portu 7F00H, albo poprzez wywołanie przerwania, po którym występowały 3 bajty danych, z czego jeden określał konfigurację pamięci, a dwa adres w pamięci. Obsługa przerwania zapewniała przyłączanie banków pamięci do procesora (bloków). Pracując w podstawowym trybie pamięci pierwszy (0000h-3FFFh) blok przestrzeni adresowej był współdzielony przez pierwszy bank RAM i część ROM-u, w którym były procedury obsługi sprzętu. Czwarty bank (C000h–FFFFh) był wykorzystywany na pamięć ekranu oraz był współdzielony przez ROM interpretera Basica oraz rozszerzeń pamięci ROM dołączanego sprzętu. Mechanizm rozszerzania ROM był wykorzystany do obsługi napędu dyskietek. W wersjach posiadających więcej niż 64 kB pamięci, dodatkowa pamięć mogła być podłączana do drugiego bloku. Do trzeciego bloku był podłączany cały czas trzeci bank pamięci RAM, co wykorzystano umieszczając w nim wektory skoków do pamięci ROM systemowej. W komputerach posiadających co najmniej 128 KiB RAM-u możliwy był tryb pracy, w którym do procesora była dołączona tylko pamięć RAM o adresach ponad 64 KiB, co dawało dla systemu operacyjnego CPM 61 KiB.
Najpopularniejsze były wersje 464 i 6128. Komputery te sprzedawane były głównie w Wlk. Brytanii, Francji, Niemczech i Hiszpanii. Do Polski trafiały w ramach indywidualnego importu oraz w ramach wsparcia struktur podziemnej „Solidarności”, ponieważ doskonale nadawały się do nieskomplikowanych prac edytorskich potrzebnych do wydawania czasopism bezdebitowych. Instytucjonalny eksport CPC 6128 z krajów zachodnich do Polski był zabroniony z powodu przekroczenia parametrów określonych w embargu COCOM-u, ustanowionym po wprowadzeniu stanu wojennego w Polsce. Embargo zostało zniesione latem 1984 roku, a już jesienią 1985 roku, Polanglia Ltd rozpoczęła oficjalną sprzedaż na terenie kraju.
Mikrokomputery te miały wbudowany interpreter języka Locomotive-Basic, posiadały 7-bitowe wyjście Centronics na drukarkę, stereofoniczne wyjście słuchawkowe audio, wbudowany głośniczek z regulacją siły głosu i startowały natychmiast po włączeniu zasilania (nie był potrzebny czas na rozruch). Na kolorowym monitorze wyświetlać można było albo 16 kolorów przy rozdzielczości 160×200 pikseli, albo 4 kolory przy 320×200 px albo 2 kolory przy 640×200 px albo wreszcie tryb mieszany – różne rozdzielczości w różnych częściach (paskach) ekranu. Kolory można było wybierać z palety 27 kolorów. Później na mikrokomputerach Amstrad CPC zaimplementowano CP/M i dokonywano dalszych unowocześnień, ale wkrótce burzliwy rozwój technologii mikroprocesorowej (procesory Intel 8086, 80286, 80386 i następne) pozostawił w tyle 8-bitową architekturę Z80 i zbudowany w oparciu o nią mikrokomputer CPC. Możliwe było wykorzystywanie dyskietek formatu PC 180 kB i 360 kB: po podłączeniu zewnętrznej stacji dyskietek 5,25" oprogramowanie Amstrada CPC umożliwiało wymianę plików z komputerami PC. Istniała także możliwość podłączenia stacji dyskietek 3,5" z dodatkowym układem służącym do „zmiany strony” dyskietki (potwierdzony format 180 kB na stronę). Współcześnie (np. dla Amstrada CPC z rozszerzeniem M4 WiFi) istnieje graficzny, obsługiwany myszką, wielozadaniowy system operacyjny SymbOS, który umożliwia na komputerze z procesorem Z80 korzystanie z zasobów Internetu, np. używanie klienta IRC.
Firma Robotron w Niemieckiej Republice Demokratycznej usiłowała podjąć się produkcji klonów mikrokomputerów serii CPC (pod nazwą KC-compact), opierając się na radzieckich klonach mikroprocesora Z80, nazwanych UA880. Próby te zostały porzucone w 1990, kiedy NRD przestała istnieć po zjednoczeniu Niemiec.
Ostatecznie Amstrad CPC przestał być produkowany w roku 1990.
Oś czasu produktów